# TrueNAS
TrueNAS (còn được gọi là FreeNAS từ phiên bản 11.x trở về trước) là một phần mềm hệ thống lưu trữ mạng (network-attached storage: NAS) mã nguồn mở miễn phí dựa trên hệ điều hành FreeBSD và hệ thống file OpenZFS. Nó được cấp phép theo 2 điều khoản của Giấy phép BSD và chạy trên phần cứng 64-bit. FreeNAS hỗ trợ các client Windows, OS X và Unix và nhiều máy chủ ảo hóa khác nhau như XenServer và VMware sử dụng CIFS, AFP, NFS, iSCSI, SSH, rsync và các giao thức TFTP/FTP. Tính năng nâng cao của FreeNAS bao gồm mã hóa toàn bộ ổ đĩa và một kiến trúc plug-in cho bên thứ ba.

## Hệ thống tập tin OpenZFS
FreeNAS hỗ trợ hệ thống tệp OpenZFS cung cấp tính năng kiểm tra tính toàn vẹn của dữ liệu  để ngăn chặn việc sửa đổi dữ liệu, cho phép đồng thời sao chụp dữ liệu, nhân rộng và nhiều cấp độ dự phòng khác bao gồm phân chia, ánh xạ, gộp chung nhiều ổ dĩa thành một (RAID 1 + 0), và ba cấp độ của RAID-Z.

## Giao diện người dùng
FreeNAS được quản lý thông qua một giao diện web toàn diện được bổ sung bằng một giao diện dòng lệnh shell console để xử lý các chức năng quản trị cơ bản. Giao diện web hỗ trợ cấu hình lưu trữ pool, quản lý người dùng, cấu hình chia sẻ và bảo trì hệ thống.
Là một ứng dụng hệ thống nhúng, FreeNAS có thể chạy từ một thiết bị USB flash hoặc đĩa cứng. FreeNAS có thể được cài đặt từ USB Flash/CD/DVD. Phân vùng chứa hệ điều hành của FreeNAS là hoàn toàn độc lập với phân vùng lưu trữ, nên có thể mã hóa dữ liệu, sao lưu và khôi phục lại cài đặt ban đầu của hệ điều hành dễ dàng.

## Lịch sử
Dự án FreeNAS được bắt đầu vào tháng 10 năm 2005 bởi Olivier Cochard-Labbé dựa trên tường lửa nhúng m0n0wall và FreeBSD 6.0. Volker Theile tham gia dự án vào tháng 7 năm 2006 và trở thành lãnh đạo dự án trong tháng 4 năm 2008. Trong tháng 9 năm 2009, nhóm phát triển đã phát hành phiên bản 0.7, do viết lại hoàn toàn để tích hợp các tính năng hiện đại là một kiến trúc plug-in. Theile quyết định dự án tốt nhất là sử dụng Debian GNU / Linux và chuyển các nỗ lực phát triển của mình với dự án CoreNAS tạm thời và cuối cùng OpenMediaVault nơi ông tiếp tục là người lãnh đạo của dự án. Cochard-Labbé đáp lại sự phản đối của cộng đồng với "Phiên bản Debian của FreeNAS" và tiếp tục hoạt động trong dự án và giám sát việc chuyển giao người dùng FreeNAS sang iXsystems.   iXsystems viết lại FreeNAS với một kiến trúc mới dựa trên FreeBSD 8.1 và Django CMS, phát hành FreeNAS 8 Beta trong tháng 11 năm 2010.  Kiến trúc plug-in được đến với FreeNAS 8.2 và việc đánh dấu phiên bản FreeNAS được đồng bộ với FreeBSD cho rõ ràng. FreeNAS 8.3 giới thiệu tính năng mã hóa toàn bộ ổ đĩa và FreeBSD 9.1 dựa trên FreeNAS 9.1 mang một kiến trúc plug-in cập nhật đó là tương thích với framework quản lý jail PC-BSD Warden. FreeNAS 9.1 cũng là phiên bản đầu tiên của FreeNAS sử dụng tính năng hỗ trợ cộng đồng OpenZFS v5000 với các Feature Flag.
Việc phát triển FreeNAS.7 đã được nối lại vào tháng 3 năm 2012 với tên gọi dự án NAS4Free dưới sự lãnh đạo của Daisuke Aoyama và Michael Zoon.   Olivier Cochard-Labbé đã tiếp tục thành lập dự án BSD Router.
Các tập tin ISO của các phiên bản cũ 7.2 và 7.5 đã được gỡ bỏ khỏi trang web của dự án FreeNAS vì nó sẽ xung đột với các dịch vụ mã nguồn mở thương mại hiện tại của họ và họ phải trả lời các câu hỏi do phiên bản cũ để lại. Một lưu trữ tồn tại cho bản phát hành cuối cùng của những tập tin này là: FreeNAS-i386-LiveCD-0.7.2.5266.iso và FreeNAS-x86-LiveCD-0.7.5.9898.iso.

### Kiến trúc
Bản ứng dụng lại 8.0 của FreeNAS chuyển dự án từ một kiến trúc dựa trên m0n0BSD / m0n0wall / PHP - sang hệ thống nhúng dựa trên FreeBSD 's NanoBSD, ngôn ngữ lập trình Python, Django CMS và các bộ công cụ JavaScript dōjō. Nó cũng được sử dụng các máy chủ web lighttpd nhưng đã được thay thế bằng nginx trong FreeNAS 8.2.

## Tính năng và plugin

### Tính năng[12]
- Giao diện Web với mã hóa SSL tùy chọn
- Địa phương hóa sang hơn 20 ngôn ngữ[13]
- Kiến trúc Plug-in
- Bao gồm các plug-in Transmission, MiniDLNA và FireFly
- Đồ họa trực quan
- Email đăng nhập và thông báo báo cáo
- Tập tin cấu hình tải được và các phím mã hóa
- Hệ thống tập tin OpenZFS v5000 với Feature Flags
- Giới hạn lưu trữ theo lý thuyết 16 Exabytes
- Sao chụp và nhân rộng hệ thống tập tin
- Sáu mức độ nén tập tin hệ thống bao gồm lz4 và gzip
- Mã hóa ổ đĩa với GELI và AESNI tăng tốc phần cứng
- Chống ổ dĩa trùng nhau
- Chẩn đoán ổ đĩa S.M.A.R.T
- Đọc UFS2, NTFS, FAT32 và EXT2/3 hỗ trợ cho việc nhập dữ liệu
- Các giao thức CIFS, AFP, NFS, iSCSI, SSH, FTP/TFTP
- Hỗ trợ client LDAP và Active Directory với Windows ACLs
- Hỗ trợ Apple Time Machine
- Nhân rộng rsync
- Tập hợp và chuyển đổi dự phòng kết nối
- Mạng VLAN
- Dynamic DNS client
- Chuyển tiếp syslogd từ xa
- Giám sát SNMP
- Hỗ trợ UPS (cung cấp điện liên tục)
- iozone, netperf, OpenVPN, tmux và các tiện ích khác

### Các plugin[12]
- Máy chủ sao lưu mạng Bacula
- Ứng dụng đồng bộ phân phối file peer-to-peer BitTorrent Sync
- Chương trình download phim CouchPotato
- Hệ thống sao lưu Crashplan
- CrucibleWDS Windows Deployment Solution
- Máy chủ Media Firefly
- Chương trình download tự động Gamez dành cho video game
- HTPC-Manager graphical HTPC software manager
- Chương trình download ebook LazyLibrarian
- Giao diện web Maraschino XBMC HTPC
- Trung tâm truyền thông MediaBrowser
- Máy chủ MineOS Minecraft
- Chương trình tự động download truyện tranh Mylar
- Máy chủ đám mây cá nhân Owncloud
- Các bộ phận của Plex Media Server
- Tiện ích sao lưu s3cmd Amazon S3
- Chương trình đọc tin nhị phân Sabnzbd có hỗ trợ download audio headphone
- PVR Sickbeard cho người dùng nhóm tin tưc
- Cận âm (phương tiện truyền thông máy chủ)
- Syncthing tiện ích đồng bộ hóa tập tin tức
- client truyền BitTorrent
- Chương trình quản lý download XDM có khả năng mở rộng

## Sử dụng
- SoHo, SMB and Enterprise file serving
- Virtualization server storage backing
- Media center audio/video serving and streaming to DLNA devices

## Giải thưởng
- VMware - "Ultimate Virtual Appliance Challenge, người tiêu dùng bình chọn"[14]
- sourceforge.net - Dự án của tháng, tháng 1 năm 2007[15]
- InfoWorld - kho lưu trữ mã nguồn mở tốt nhất[16]